# (6040) 1990 DK3
A (6040) 1990 DK3 a Naprendszer kisbolygóövében található aszteroida. Henri Debehogne fedezte fel 1990. február 24-én.